# Opel 5/12 PS
Der Opel 5/12 PS („Puppchen“) ist ein Pkw der Adam Opel KG. Er wurde von 1911 bis 1920 in vier Serien gebaut. Es gab ihn als offenen Zweisitzer, als Landaulet oder als Limousine. Nur die offene Viersitzer-Ausführung wurde in der Werbung Puppchen genannt.

## Modellvarianten

### 5/12 PS (1911)
Die 1911 gebaute erste Serie hatte einen 1,26-Liter-Motor mit 12 PS bei 1800/min. Die Höchstgeschwindigkeit betrug 50–55 km/h. Der Wagen kostete zwischen 4000 und 5200 Mark.

### 5/12 PS (1912–1914)
Die zweite Serie erhielt einen größeren und stärkeren Motor. Der Hubraum betrug jetzt 1,3 Liter. Er leistete 14,5 PS bei 1800/min. Der Wagen kostete jetzt zwischen 4200 und 5200 Mark.

### 5/12 (5/14) PS (1914)
Bei gleicher Leistung wurde der Hubraum auf 1,4 Liter vergrößert. Es gab ihn auch als offenen Viersitzer. Diese Modellvariante erhielt den Beinamen „Puppchen“ und kostete 7300 Mark.

### 5/12 (5/14) PS (1916–1920)
Ab 1916 erhielt der Wagen einen 1,5-Liter-Motor mit weiterhin 14,5 PS bei 1800/min. Er kostete als Zweisitzer 5300 Mark und als Viersitzer (Puppchen) 5300 Mark.

## Motoren
Die vier Baureihen der Vier-Zylinder-Viertakt-Reihenmotoren mit Aluminium-Kurbelgehäuse hatten seitlich stehende Ventile, Baggerölung, Spritzvergaser und Röhrenkühler mit Ventilator. Die Hubraumvergrößerung wurde bei den ersten drei Serien durch Vergrößerung des Kolbenhubs von 95 mm über 98 mm auf 105 mm bei gleichbleibend 65 mm Zylinderbohrung erreicht; die genauen Hubräume betragen also – mit 3,14 für die Kreiszahl gerechnet und ganzzahlig gerundet: 1260 cm³, 1300 cm³ und 1393 cm³. Ab 1916 betrug die Zylinderbohrung 70 mm, der Hub 102 mm, was 1569 cm³ bedeutet und 6 Steuer-PS zur Folge haben müsste.